# Табори інтернованих вояків Армії УНР у Польщі
Табори інтернованих вояків Армії УНР у Польщі. 

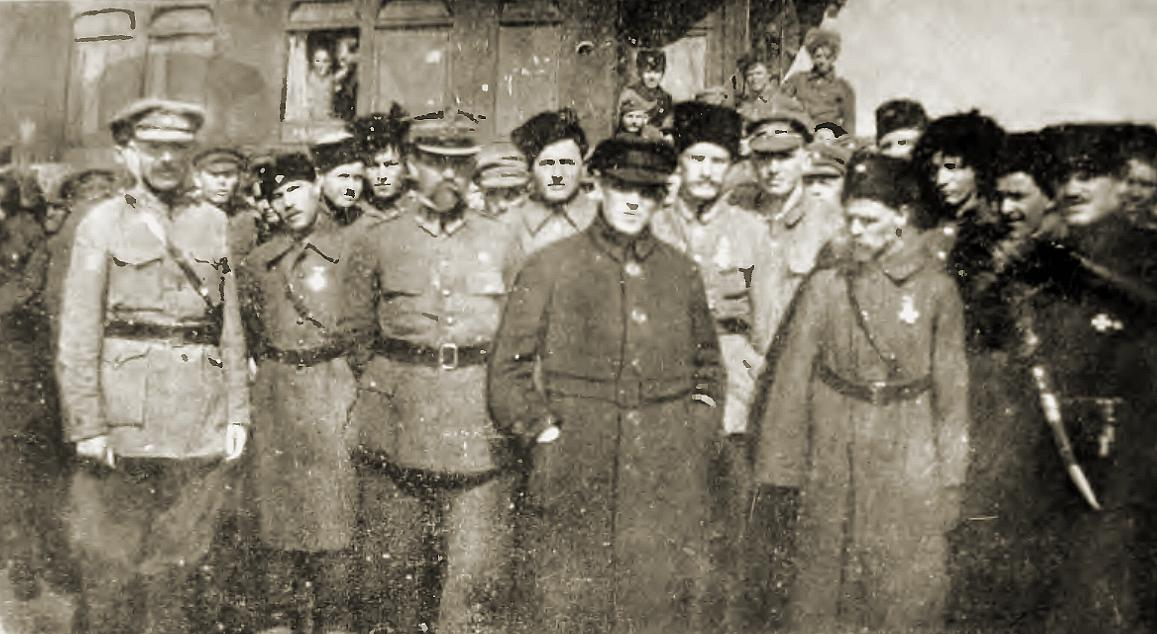
Симон Петлюра, Вадовиці 9.04.1921

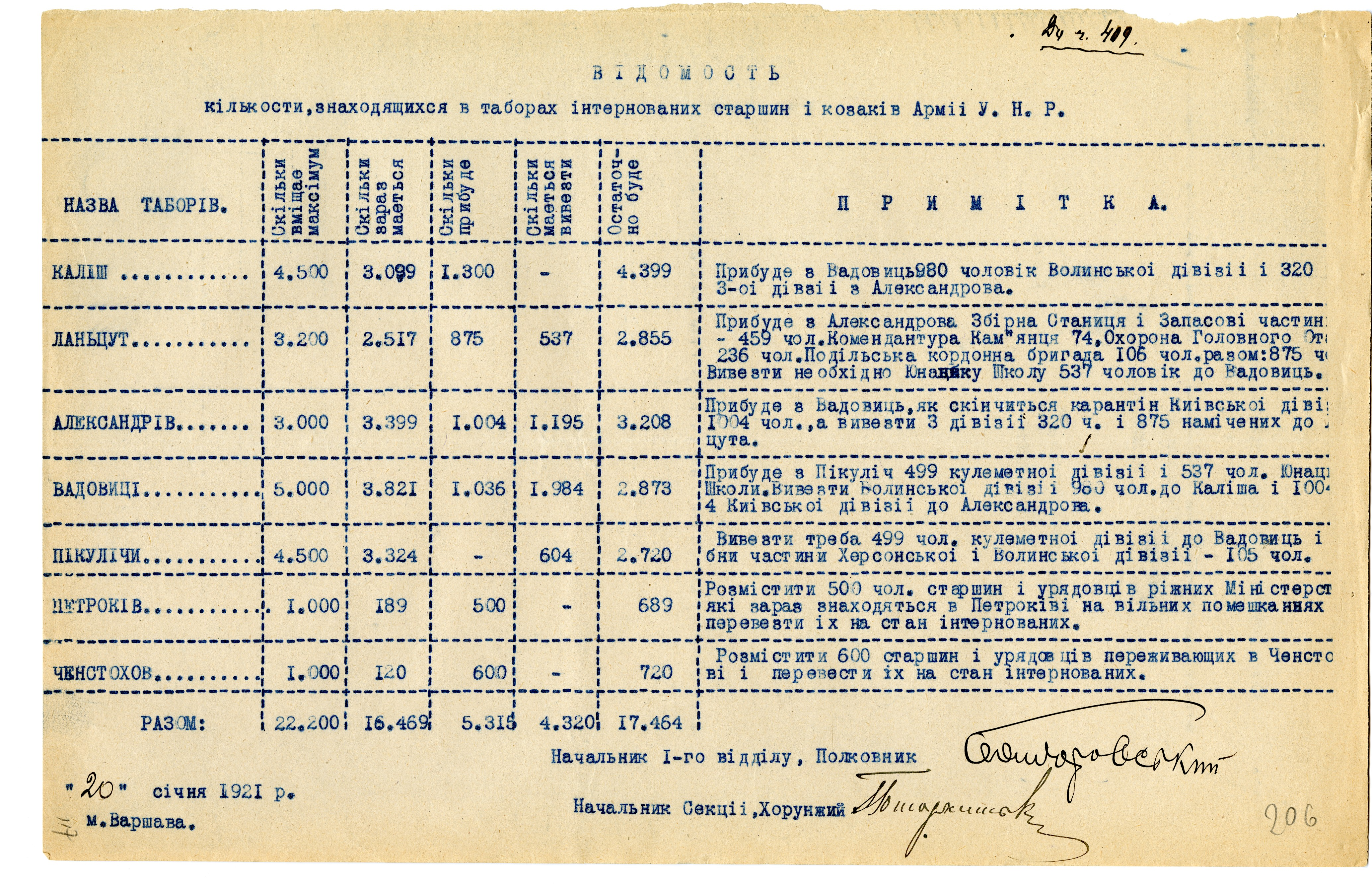

Вперше вояків Армії УНР інтерновано в Польщі наприкінці 1919 (по заламанні українського фронту) у м. Ланьцуті; невдовзі з них організовано 6 Стрілецьку дивізію. По поразці Армії УНР наприкінці 1920 й переході її на територію Польщі (бл. 20 000 вояків) їх розміщено в кількох таборах інтернованих — головні з них були в Ланьцуті, Александруві-Куявському і Каліші (менші табори у Вадовицях і Пйотркові). В середині 1921 інтернованих переведено з Ланьцуту до Стрілкова, наприкінці 1921 з Александрува до Щипйорна, у якому, як і в сусідньому Каліші, залишилися табори інтернованих аж до остаточної їх ліквідації у середині 1924.
Умови життя в таборах інтернованих в Польщі (зокрема побутові й матеріальні) були важкі (значно гірші, ніж в таборах інтернованих УГА в Чехословаччині). Попри це у таборах розвинулося жваве культурно-освітнє життя: курси для неграмотних та ін. (особливо фахові), різні школи (серед ін. гімназія в Каліші), народний університет у Ланьцуті і Стрілкові; хори, театральні трупи й ін. виявили мистецьке життя, а також релігійне, видавниче (зокрема преса). Керівництво таборів інтернованих (воно було в українських руках та пов'язане з урядом УНР в екзилі) дбало про теоретичний військовий вишкіл і збільшення старшинських кадрів. Табори інтернованих в Каліші і Щипіорно були після Варшави другим осередком життя української еміграції в Польщі. Кількість вояків в таборах інтернованих постійно зменшувалося: виїзд до Чехо-Словаччини, зокрема на навчання, до Франції, на працю тощо. Після ліквідації таборів інтернованих колишні вояки набули статусу політичних емігрантів у Польщі.